# 间谍鼠
《间谍鼠》是火猴工作室为iOS、Android和Windows Phone平台开发的一款游戏。游戏于2011年8月由艺电发行，不久后即iOS App Store上最热门的应用之一。

## 玩法
在游戏中，玩家扮演一只间谍鼠Mr. Squeak（又称Agent Squeak）尝试在一个有猫的房子获取尽可能多的乾酪，玩家绘制线条控制老鼠行走的轨迹。如果中途被房子里的猫发现，不同的猫有不同的方法追逐老鼠。游戏中还有各种不同功效的道具，例如辣椒可以使老鼠移动得更快，气球通过减少携带奶酪的重量来帮助老鼠更快地移动。

## 评价
游戏在Gamezebo上获得了4.5星评价，并被列为2011年最佳iPhone游戏第四名。
在Touch Arcade，游戏获得了5星评价。